# ロドリゴ・エリー
ロドリゴ・エリー（Rodrigo Ely, 1993年11月3日 - ）は、ブラジル・リオグランデ・ド・スル州出身のサッカー選手。グレミオ所属。ポジションはDF (CB) 。

## 経歴
ブラジルのグレミオFBPAのユースで育ち、2012年にイタリアのACミランに移籍した。その後すぐにレッジーナ・カルチョ、ASヴァレーゼ1910、ASアヴェッリーノ1912にレンタル移籍した。
2015年6月10日、ACミランと新たに4年契約を結んだ。
2017年1月30日、デポルティーボ・アラベスにレンタル移籍。7月21日に完全移籍となり、4年契約を結んだ。
2021年9月2日、ノッティンガム・フォレストFCに移籍した。2022年1月31日、ノッティンガム・フォレストとの契約を解除し退団した。
2022年3月7日、UDアルメリアに加入し、3ヶ月の短期契約を結んだ。
2023年8月1日、古巣グレミオFBPAへ移籍し、2年半契約を交わした。

## 代表歴
イタリア代表として各年代でプレーし、2014年ブラジル代表U-23に選出された。

## タイトル
クラブ
ACミラン
- スーペルコッパ・イタリアーナ 2016